# Боруссия-Парк
«Бору́ссия-Парк» (нем. Borussia-Park) — немецкий стадион в городе Мёнхенгладбахе, домашняя арена местной футбольной команды «Боруссия».

## Описание
В настоящее время используется вместо устаревшего стадиона «Бёкельберг», который уже не отвечает современным требованиям безопасности. Общая вместимость стадиона — 54 010 мест, из них более 15 тысяч стоячих, которые запрещено использовать в международных встречах. Для международных матчей вместимость стадиона — 46 279 мест.
На стадионе имеется VIP-ложа, магазин для фанов, бар и музей. Стоимость постройки составила 86,9 млн. евро.

## Использование стадиона в международных соревнованиях
Это один из самых больших стадионов Бундеслиги, однако его не включили в заявку на проведение матчей чемпионата мира 2006, из-за того, что построен он был незадолго до начала чемпионата и не был сдан в эксплуатацию до момента подачи документов.